# Muzyka Końca Lata
Muzyka Końca Lata – polska grupa muzyczna, wykonująca melancholijny rock alternatywny nawiązujący do polskiego bigbitu z elementami psychodelii.
Grupa powstała w 2002 roku w Mińsku Mazowieckim jako początkowo jednoosobowy projekt Bartosza Chmielewskiego (ur. 14 lutego 1982 r.). W 2004 roku do zespołu dołączył gitarzysta Marcin Biernat. W 2005 roku dzięki zwycięstwu w przeglądzie zespołów rockowych w Wiśniewie, Muzyka Końca Lata odbyła trasę koncertową z zespołem Happysad. Zespół wydał sześć albumów. W 2009 zespół wystąpił na Off Festivalu w Katowicach, a w 2011 roku w Gdańsku w ramach trasy Męskie Granie. W 2011 roku zespół związał się z wytwórnią Thin Man Records. W tym samym roku do zespołu dołączyła Ola Bilińska (także w Babadag). Od 2014 roku perkusistą zespołu jest Arkus (związany z zespołami Partia i Komety). W czerwcu 2024 roku zespół wydał swoją szóstą płytę zaprezentowaną po raz pierwszy na żywo w klubie Młodsza Siostra na warszawskim Powiślu.
Najbardziej popularne piosenki to utwór "Żabi" z pierwszej płyty, który był przez 21 tygodni na Liście Przebojów Programu Trzeciego oraz utwór "Dokąd" z trzeciej płyty (23 tygodnie na liście Przebojów Programu Trzeciego), który emitowała telewizja TVN i do której powstał teledysk.

## Dyskografia
- 2006 - "Jedno wesele dwa pogrzeby" (reedycja w 2013)
- 2007 - "2:1 dla dziewczyn" (reedycja w 2013)
- 2011 - "PKP Anielina"
- 2012 - "Szlagiery"
- 2017 - "Złoty krążek"
- 2021 - "Prywatny Ciechocinek"
- 2024 - "Perła Wszechświata"